# Sulo Kilpi
Sulo Taavetti Kilpi (till 1904 Ericsson), född 13 februari 1886 i Gustavs, död 24 oktober 1979 i Helsingfors, var en finländsk kemist.
Kilpi blev filosofie doktor 1912 på den första doktorsavhandlingen i kemi som skrevs på finska. Han var anställd vid Helsingfors universitet 1909–1955, först bland annat som laborator, assistent, speciallärare och adjunkt tills han 1938 blev utnämnd till professor. Flera forskningsperioder i Tyskland vid Tekniska högskolan i Charlottenburg, och vid universitetet i Leipzig under 1910- och 20-talet gav viktiga impulser till Kilpis forskning.
Kilpi var elev till Matti Herman Palomaa; deras arbeten lade grunden för viktig forskning vid Helsingfors universitet och Åbo universitet. Kilpi författade drygt 100 vetenskapliga publikationer och ett flertal läroböcker i kemi. Hans forskning omfattade reaktionskinetik, elektrolytlösningar, samt mätningar av jämviktskonstanter och lösningsprodukter. Även under emeritusåren var Kilpi aktiv som forskare; hans sista publikationer utkom då han var nästan 90 år gammal.

## Utmärkelser
- Kommendörstecknet av Finlands Vita Ros’ orden,  1948[2]
- Vinterkrigets minnesmedalj[2]
- Minnesmedalj för deltagande i 1941-1945 års krig[2]

[Redigera Wikidata]